# Christine Pascal
Christine Pascal (ur. 29 listopada 1953 w Lyonie, zm. 30 sierpnia 1996 w Garches) – francuska aktorka, scenarzystka i reżyserka. Popełniła samobójstwo wyskakując z okna zakładu psychiatrycznego. Pochowana została na cmentarzu Père-Lachaise w Paryżu.

## Wybrana filmografia
- 1974: Zegarmistrz od świętego Pawła (L’Horloger de Saint-Paul) – Liliane Torrini
- 1974: Niech się zacznie zabawa (reż. Bertrand Tavernier, Que la fête commence...) – Emilie
- 1977: Indianie są daleko (Les Indiens sont encore loin) – Lise
- 1977: Zepsute dzieci (Des enfants gâtés) – Anne Torrini
- 1979: Panny z Wilka – Tunia
- 1983: Od pierwszego wejrzenia (Coup de foudre) – Sarah
- 1985: Grzech Charlotte (Signé Charlotte) – Christine
- 1986: Około północy (Round Midnight) – Sylvie
- 1987: Obiecane – przyrzeczone (Promis... juré!) – Madeleine
- 1994: Patrioci (Les Patriotes) – Laurence
- 1994: Patrz na upadających mężczyzn (Regarde les hommes tomber) – Sandrine